# William Saxey (cónego)
William Saxey (falecido em 1º de abril de 1577) foi um cônego de Windsor de 1566 a 1577.

## Carreira
Ele foi educado na Universidade de Oxford e graduou-se em BCL em 1526 e B. Can. L. em 1530.
Ele foi nomeado:
- Vigário de Santa Brígida, Fleet Street 1530 - 1543
- Prebendário de Willesden em São Paulo de 1533 - 1566
- Cônego de Southwell Minster 1542
- Reitor da Igreja de São Nicolau, Guildford 1546
- Reitor de Swanscome, Kent 1546
- Reitor do Lawshall, Suffolk 1547
- Tesoureiro da Catedral de São Paulo, 1559

Ele foi nomeado para a quarta bancada na Capela de São Jorge, Castelo de Windsor em 1566, e manteve a posição até 1577.